# Issam al-Khawlaní
Issam al-Khawlaní (àrab: عصام الخولاني, ʿIṣām al-Ḫawlānī) (la Meca, ? ~ ?, 962), d'origen iemenita, fou el conqueridor àrab de les Illes Orientals de l'Àndalus. Durant els anys 902 i 903 de l'era cristiana liderà la conquesta de Mallorca per part de les tropes andalusines de la població cristiana que, especulativament, s'ha considerat encara sota domini romà d'Orient.
Les illes foren incorporades a l'emirat de Còrdova i el mateix Issam al-Khawlaní en va ser nomenat valí en nom de l'emir omeia. Reurbanitzà l'antiga ciutat romana de Palma (reanomenada Madínat Mayurqa) i, seguint el model radial de Bagdad, hi construí les primeres mesquites i l'Almudaina. Fou succeït com a valí pel seu fill, cosa poc freqüent en l'administració omeia de Còrdova i que indicaria una certa patrimonialització familiar pels Banu Khawlaní de les Illes Balears.